# 山田恵庸
山田 恵庸（やまだ よしのぶ）は、日本の漫画家。福岡県北九州市出身。

## 来歴
小学生時代、友人から車田正美の漫画『リングにかけろ』を読み、影響されて模写したことがきっかけで漫画家を目指す。高校時代に高橋留美子の漫画にも影響を受け、本格的に描き始める。
土山しげる、いましろたかしのアシスタントを経て、『二人ぼっち』でデビュー。その後、『マガジンSPECIAL』（講談社）で『EX 少年漂流』を連載した。
2002年から2003年まで『週刊少年マガジン』で『チャンバラ 一撃小僧隼十』、2008年から2013年まで『エデンの檻』を連載した。同年9月から『CHARON』の連載を開始したが、わずか3か月で終了した。
その後、『イブニング』2014年10号から2017年1号まで『DEATHTOPIA』を連載し、『週刊ヤングマガジン』2017年15号から『サタノファニ』を連載開始。

## 人物
- 仕事場にはポリプテルス、プロトプテルス・アンフィビウス（英語版）、フトアゴヒゲトカゲ、イエアメガエルを飼っている。また、作画中はもっぱらアニメをBGM代わりにして作業している[1]。『EX 少年漂流』の連載当時は、ハムスター[5]、カージナルテトラ、ヤマトヌマエビを飼っていた[6]。
- かつては喫煙者であった[7]が、2018年現在では禁煙して10年近くになるとのこと[8]。
- 単行本の描き下ろしおまけ漫画に、内輪ネタを盛り込むことがある。『EX 少年漂流』では全巻に本編執筆の様子が盛り込まれたほか、『DEATHTOPIA』では第2巻で山田自身の事情について触れられている。なお、後者によると「（山田自身に）物語の構成力がない」ことを登場人物（星宮舞夜）に語らせているが、それと同時に山田自身（の声）が登場し、「（話の流れや登場パターンなどを）わざと使い回ししている」とも語っている。しかし舞夜の台詞から、『エデンの檻』でもいくつかの謎や伏線を回収しきれないまま最終回を迎えたことや、その後に『CHARON』第2巻のあとがきで「自身の力不足で物語の重要な部分まで描ききれずに最終回を迎えた」ことを謝罪する旨を綴っていることから、『エデンの檻』も『CHARON』も打ち切りの対象となったことを（結果的に）示唆することになった。
- 2014年には「第26回イブニング新人賞 -the Challenge-」の特別審査員長を務めた[9][10]。
- 2018年現在、原稿はフルデジタルで描いているため、生原稿は存在しない[11]。

## 作品リスト
- 二人ぼっち - デビュー作。
- 『EX 少年漂流』講談社〈少年マガジンKC〉全5巻（『マガジンSPECIAL』1999年No.8 - 2001年No.9）
- 『チャンバラ 一撃小僧隼十』講談社〈少年マガジンKC〉全2巻（『週刊少年マガジン』2002年45号 - 2003年12号）
- 『エデンの檻』講談社〈少年マガジンKC〉全21巻（『週刊少年マガジン』2008年52号 - 2013年8号）
- 『CHARON』講談社〈少年マガジンKC〉全2巻（『週刊少年マガジン』2013年42号 - 2014年4・5号）
- 『DEATHTOPIA』講談社〈イブニングKC〉全8巻（『イブニング』2014年10号 - 2017年1号）
- 『サタノファニ』講談社〈ヤンマガKCスペシャル〉既刊34巻（『週刊ヤングマガジン』2017年15号 - 2023年34号→『ヤンマガWeb』2023年9月6日 - 連載中）